# Vayetze
Vayetze (וַיֵּצֵא —Héb pour « Et il sortit », le premier mot de la parasha) est la septième parasha (section hebdomadaire) du cycle annuel juif de lecture de la Torah.
Elle est constituée de Genèse 28:10–32:3.

Les Juifs de la Diaspora la lisent le septième Shabbat après Sim'hat Torah, généralement en fin novembre ou début décembre.

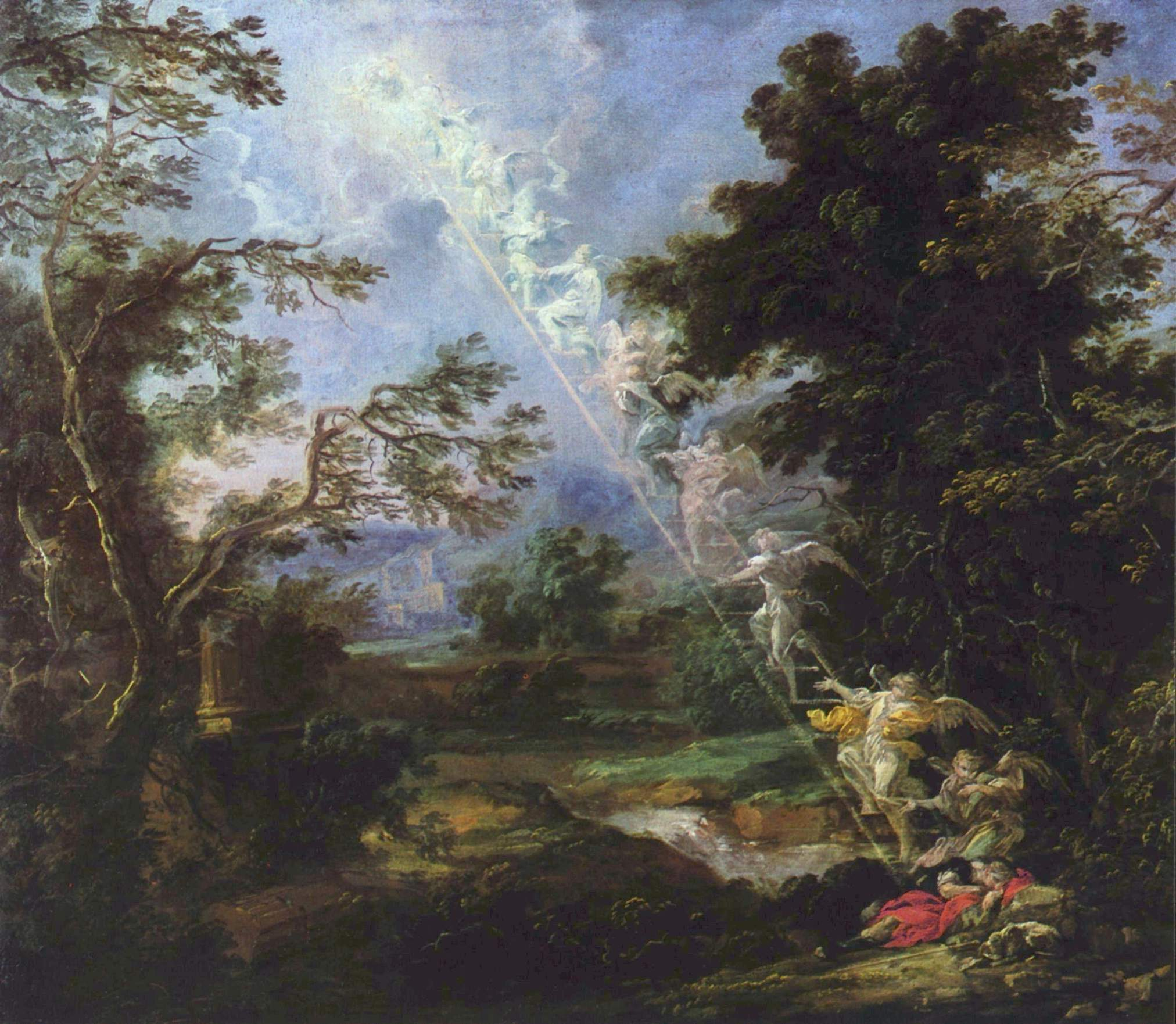
Le rêve de Jacob, par Michael Willmann

## Résumé
Fuyant la colère de son frère Esaü, Jacob s'arrête pour dormir en un lieu appelé Louz, où il fait un rêve, une échelle touchant les cieux de laquelle montent et descendent des anges. Au sommet de celle-ci, Dieu l'assure de l'accompagner dans son exil. À son réveil, Jacob consacre la pierre qui lui a servi d'oreiller et nomme le lieu Béthel.
Sorti de Canaan, Jacob arrive à un puits où sont rassemblés des bergers, qui refusent de faire rouler la pierre avant que tous les bergers ne soient présents, bien que la journée soit loin d'être finie. Ces hommes viennent de Haran, connaissent Laban, l'oncle de Jacob, et lui indiquent que sa fille Rachel vient mener ses troupeaux. Jacob roule la pierre pour elle.
Il accepte de travailler « une semaine d'années » pour recevoir Rachel en salaire mais le lendemain de la nuit de noces, il se rend compte qu'il a été dupé par Laban, qui lui a donné sa fille aînée, Léa. Après avoir travaillé sept ans de plus, il épouse Rachel, qui demeure cependant stérile, contrairement à sa sœur. Rachel lui donne sa servante pour concubine, mais Léa en fait autant. Finalement, alors que Jacob a déjà dix fils et une fille, Rachel lui enfante enfin Joseph.
Jacob décide de rentrer au pays, mais doit encore ruser avec Laban afin d'obtenir son salaire. Laban, auquel Rachel a dérobé ses idoles, poursuit Jacob; l'affaire se conclut de façon pacifique. Jacob se prépare aux retrouvailles redoutées avec son frère.

### Divisions de la parasha lors de la lecture synagogale du sabbath
La lecture de la parasha à la synagogue le sabbath est traditionnellement divisée en sept sections, pour lesquelles un membre différent de la congrégation est appelé à lire. La première lecture, le rishon, échoit traditionnellement à un cohen, la seconde, appelée sheni, à un levi, les suivantes à un israël (ni cohen ni levi). La septième section comporte une sous-section, le maftir, qui est lu par la personne qui lira ensuite la haftara.
Les sections de la parashat Vayera sont:
- rishon:
- sheni:
- shlishi:
- revi'i:
- shishi:
- shevi'i: 
  - maftir:

### Divisions de la parasha lors de la lecture synagogale du lundi et du jeudi
Une lecture publique de la parasha fut instaurée par Ezra le Scribe le lundi et le jeudi à la synagogue. Cette lecture, sensiblement plus courte, ne comprend que trois sections, la première réservée au cohen, la seconde au levi, la troisième à un israël
- Section du cohen: Bereshit[3]
- Section du levi: Bereshit[3]
- Section de l'israël: Bereshit[3]

### Maqam
Un maqam est un système de modes musicaux utilisé dans la musique arabe mélodique classique. Les juifs originaires des pays orientaux (Afrique du Nord, Syrie) s'en sont inspirés, et adaptent la mélodie de la liturgie du Shabbat en fonction du contenu de la parasha de cette semaine. Ils emploient 10 maqam différents, possédant chacun son usage propre.
Le maqam utilisé lors du sabbath au cours duquel on lit la parashat Lekh Lekha est le Maqam Ajam, le maqam des occasions joyeuses comme les mariages, ici, celui de Jacob.

## Vayetze dans la tradition rabbinique
Rabbi Yehoshoua ben Levi (selon le Talmud de Jérusalem) ou une baraïta qui suit l'opinion de Rabbi Yose ben Rabbi Hanina (selon le Talmud de Babylone) enseigne que les trois prières quotidiennes proviennent des Patriarches, et cite Gn 28,11 comme preuve que la prière vespérale provient de Jacob, arguant que dans la signification de Gn 28,11, “approcha” (vayifga) signifie “pria,” tout comme le yifge’ou dans  27,18 (selon le Talmud de Jérusalem) ou le tifga de  7,16 (selon le Talmud de Babylone). (Yeroushalmi Berakhot 43a; Bavli Berakhot 26b.)
La Tosefta a déduit de Gn 28,21 que Jacob a parlé de Dieu comme s'Il n'était pas son Dieu, lorsque Jacob n'était pas dans le pays de Canaan. (Tosefta Avodah Zarah 4:5.)
Rabbi Yaakov bar Idi a fait remarquer une contradiction entre la promesse que Dieu avait faite à Jacob de le protéger dans Gn 28,15 et la peur de Jacob’s dans Gn 32,8; Rabbi Yaakov résout en expliquant que Jacob craignait qu'un quelconque péché pourrait lui avoir causé la protection que Dieu lui avait promise. (Bavli Berakhot 4a.)
Rabbi Yohanan a dit au nom de Rabbi Shimon bar Yohaï que Gn 32,8 montre que, depuis le jour où Dieu avait créé le monde, personne n'avait loué Dieu, jusqu'à ce que Léa le fasse lors de la naissance de Juda (Bavli Berakhot 7b.)
Rabbi Yehouda HaNassi (ou selon d'autres Rabbi Yehouda ben Pazzi) a dit au nom de l'école de Rabbi Yannaï que Dinah avait originellement été conçue comme un garçon, mais que lorsque Rachel pria pour avoir un autre garçon (Gn 30,24,), Dieu transforma le fœtus en fille, et c'est pourquoi la description de sa naissance dans Gn 30,21 utilise le mot “après,” car cela arrivaaprès que Rachel ait prié (Yeroushalmi Berakhot 92a.)

Un autre enseignement de l'école de Rabbi Yannaï, rapporté par Rabbi Yehouda ben Pazzi est que Rachel démontra qu'elle était une prophétesse lorsque, dans Gn 30,24, elle prophétisa qu'elle aurait un autre fils; en utilisant le singulier “ben”, elle prédit que Jacob n'aurait juste qu'un autre fils (Yeroushalmi Berakhot 92a.)
La Tosefta a déduit de Gn 30,30 qu'avant l'arrivée de Jacob, la maison de Laban n'avait pas reçu de bénédiction, et de Gn 30,27 que c'est du fait de l'arrivée de Jacob que Laban fut béni ensuite (Tosefta Sota 10:7.)
Il a été enseigné dans une baraïta que Rabbi Akiva a dit que l'une des trois choses qu'il appréciait chez les Mèdes était que, lorsqu'ils tenaient conseil, ils ne le faisaient que dans les champs. Rav Adda bar Ahava a dit que Gn 31,4, où Jacob appelle Rachel et Léa dans les champs, pourrait être cité comme support de cette pratique (Bavli Berakhot 8b.)

## Commandements
La Torah comporte, selon la tradition rabbinique, 613 prescriptions. Différents sages ont tenté d'en établir un relevé dans le texte biblique.
Selon deux de ces computs les plus célèbres, le Sefer Hamitzvot et le Sefer HaHinoukh, la parashat Vayetze ne comporte aucun commandement.

## Haftara
La haftara est une portion des livres des Neviim ("Les Prophètes") qui est lue publiquement à la synagogue après la lecture de la Torah. Elle présente généralement un lien thématique avec la parasha qui l'a précédée. 
La haftara pour la parashat Vayetze est:
- pour les Ashkénazes: Osée 12:13–14:10
- pour les Karaïtes: Osée 11:7–13:5